# Club de Fútbol Palencia
El Club de Fútbol Palencia fue un club de fútbol de España, de la ciudad de Palencia. Fue fundado el 1 de julio de  1975 con el nombre de Club Deportivo Cristo Olímpico como resultado de la fusión entre el Club El Cristo y el F.J. Olímpico. En 1989 adoptó la denominación Club de Fútbol Palencia Cristo Olímpico tras la desaparición del Palencia Club de Fútbol en 1986, manteniendo esta denominación hasta el año 1999 en el que pasó a denominarse Club de Fútbol Palencia.

## Historia

### Antecedentes
Antes de la fundación del Club de Fútbol Palencia, existieron varios equipos representativos de la ciudad. El que mayor éxito alcanzó fue el Palencia Club de Fútbol, establecido en 1968 como heredero de otro equipo de idéntica denominación. El Palencia CF militó cuatro años en la Segunda División de España, y la temporada 1982/83 peleó por subir a Primera, finalizando la liga a tres puntos del ascenso. Sin embargo, los problemas económicos hundieron al club, que desapareció el 6 de agosto de 1986.

### Fundación del Cristo Olímpico
Paralelamente, en 1975, dos jóvenes equipos de la ciudad de Palencia, el Club El Cristo (fundado en 1974) y el F.J. Olímpico (fundado en 1973), se fusionaron, dando origen al Club Deportivo Cristo Olímpico. Tras pasar su primer lustro de vida en categorías regionales, en 1980 ascendió a Tercera División. Coincidiendo con su salto a categoría nacional, se convirtió en filial del Palencia Club de Fútbol, que por entonces militaba en Segunda División.
En su primer año en Tercera el CD Cristo Olímpico perdió la categoría, aunque volvió a recuperarla un año después, para consolidarse en las sucesivas temporadas. Por el contrario, el primer equipo vivía una progresiva desintegración a causa de sus problemas económicos. En 1986, ante la imminente desaparición del Palencia CF, el CD Cristo Olímpico rompió su vínculo filial para poder continuar su trayectoria en solitario, sin verse arrastrado por la caída del primer equipo.

### Cambio de denominación (1989)
Tras la desaparición del Palencia CF, el Cristo Olímpico se convirtió en el primer equipo de la ciudad de Palencia. En un primer momento, cambió su nombre a Palencia Deportivo Cristo Olímpico, hasta que en 1989 recuperó la denominación histórica para llamarse Club de Fútbol Palencia Cristo Olímpico.
El 27 de mayo de 1990, en Ponferrada, ascendió a Segunda División B. Paco y Pedro Alberto marcaron los tantos del triunfo morado, aunque el ascenso se fraguó en el 1-2 disputado en el Nuevo José Zorrilla, lleno en los primeros minutos de encuentro al jugarse antes un Real Valladolid-Real Madrid.
En la temporada 92-93, con Lalo en el banquillo, el Palencia jugó la fase de ascenso a Segunda A ante Leganés (que logró el objetivo), Elche y Jerez, quedando tercero el CF Palencia.
En la temporada 95-96 se produjo el descenso a Tercera División tras una temporada con cinco entrenadores y dos presidentes. En la temporada 97-98 y 2000-01 fue campeón y jugando la fase de ascenso en cinco ocasiones.
En la temporada 96-97 se quedó a las puertas de retornar a Segunda B, pero cayó en Mieres ante el Caudal (2-0), donde un empate le valía.
Un año más tarde repitió, pero no tuvo opción alguna, alcanzando el ascenso el cuadro madrileño del Móstoles.

### Nuevo cambio de denominación (1999)
Tras una década como Palencia Deportivo Cristo Olímpico en 1999 pasó a llamarse, simplemente, Club de Fútbol Palencia.
En la temporada 2000/2001, el Palencia (que era el gran favorito), fue último y vio como el RSD Alcalá, celebraba el ascenso en La Balastera.
No sería hasta la siguiente temporada, 2002/2003, cuando el CF Palencia conseguiría el ascenso a la 2.ªB ante el Navalcarnero, en el quinto partido de la liguilla, tras siete años en la Tercera División. Los goleadores de ese encuentro fueron Illana y O. Cuadrado.
Al año siguiente, en Segunda División B, el C.F Palencia logró la permanencia.
En la temporada 2006/2007 realizó una gran primera vuelta, estando 26 jornadas en la primera posición y 37 de las 38 en puestos de play-off. Finalmente finalizó en tercera posición. En el play-off de ascenso a segunda división el Palencia se enfrentó al Huesca en el grupo B de ascenso. En ese grupo también se encontraban el Pontevedra y el Córdoba que se enfrentan entre ellos. El primer partido de play-off se disputó el 3 de junio de 2007 en el Nuevo Estadio Municipal de la Balastera con resultado de empate a 1. El partido de vuelta se disputó el 10 de junio en el Estadio el Alcoraz de Huesca con resultado de 2 a 1, quedando eliminado el CF Palencia. El Huesca perdió posteriormente la eliminatoria con el Córdoba por perder 2-0 en la casa del Córdoba y empatar 1-1 en El Alcoraz
En la temporada, 2007/08, el CF Palencia renovó casi en su totalidad el once inicial que el año anterior a punto estuvo de llevarle a Segunda División. Sin embargo la campaña deportiva no fue como se esperaba y el equipo descendió a la tercera división española.
En la temporada 2008/09 el equipo logró quedar campeón de tercera división del grupo VIII por encima del Club Deportivo Mirandés y del Burgos CF, posteriormente en el play-off de ascenso fue emparejado con el C.D. Izarra de Estella, en el enfrentamiento en Merkatondoa el C.F Palencia empató a cero con el conjunto navarro, mientras que en la Nueva Balastera el conjunto palentino se impuso por 4-1, logrando el ascenso a la Segunda División B un año después del descenso. En la temporada 2009/10 ascendió a Segunda B quedando en tercera posición y jugando los Playoffs contra el Real Jaén Club de Fútbol, perdiendo, tras empatar 1-1 en el partido de ida en Jaén, en la vuelta por 1-2 en la prórroga, con un gol de Solabarrieta, que posteriormente fue del Palencia.

### Etapa concursal y desaparición
La grave situación económica del club y su deuda acumulada en campañas anteriores provocaron que en noviembre de 2012, el administrador concursal de la entidad anunciara la liquidación del club. Días después, concedió una prórroga para recoger dinero de donativos e intentar sacar el club adelante, presentándose el equipo a jugar ante la UD Salamanca B. Acudieron al encuentro casi 4.000 personas, lo que permitió que el club continuase en activo hasta el derbi local contra el Club Cristo Atlético. El 30 de noviembre, la plantilla comenzó una huelga en el estadio buscan una respuesta a su situación, y el 4 de diciembre de 2012 el administrador anunció de forma definitiva la desaparición de la entidad. En enero de 2013 el Juez de lo Mercantil de la capital provincial dictó el cese de la actividad del CF Palencia.

## Trayectoria histórica
```
 La 
Segunda División B
 fue introducida en 1977 como categoría intermedia entre la 
Segunda División
 y 
Tercera División
.
```

### Denominaciones
- Club Deportivo Cristo Olímpico: (1975-89) Nombre oficial en su fundación fruto de la fusión de dos sociedades de escasa trayectoria histórica que se habían visto las caras en Segunda Categoría Regional mediados los años setenta, el Juventud Olímpico, que había sido creado en 1973, y de otro lado El Cristo C.F., club fundado en 1974.
- Club de Fútbol Palencia Cristo Olímpico: (1989-99) Adopta el nombre de la ciudad tras la desaparición del primer equipo representativo de ella, el Palencia Club de Fútbol.
- Club de Fútbol Palencia: (1999-2013) Cambio de la denominación del club.

## Uniforme
- Uniforme titular: Camiseta morada, pantalón blanco y medias blancas.

|  |

- Uniforme alternativo: Camiseta negra, pantalón negro y medias negras.

|  |

- Uniforme alternativo: Camiseta blanca con franja morada cruzada al pecho, pantalón morado y medias moradas.

|  |

### Evolución histórica uniforme titular
Los colores originales del equipo fueron los del El C.D. Cristo Olímpico era una entidad que vestía camisa rojiblanca con pantalón blanco, colores que manutvo hasta 1983 permutaron sus colores por los del Palencia CF empezando a vestir camisa morada con pantalón blanco, y en el momento de la desaparición de estos, jugaban ya en el Estadio de La Balastera siendo de facto la segunda entidad en importancia dentro de la capital castellana.
| 1975 - 1983 |

## Estadio

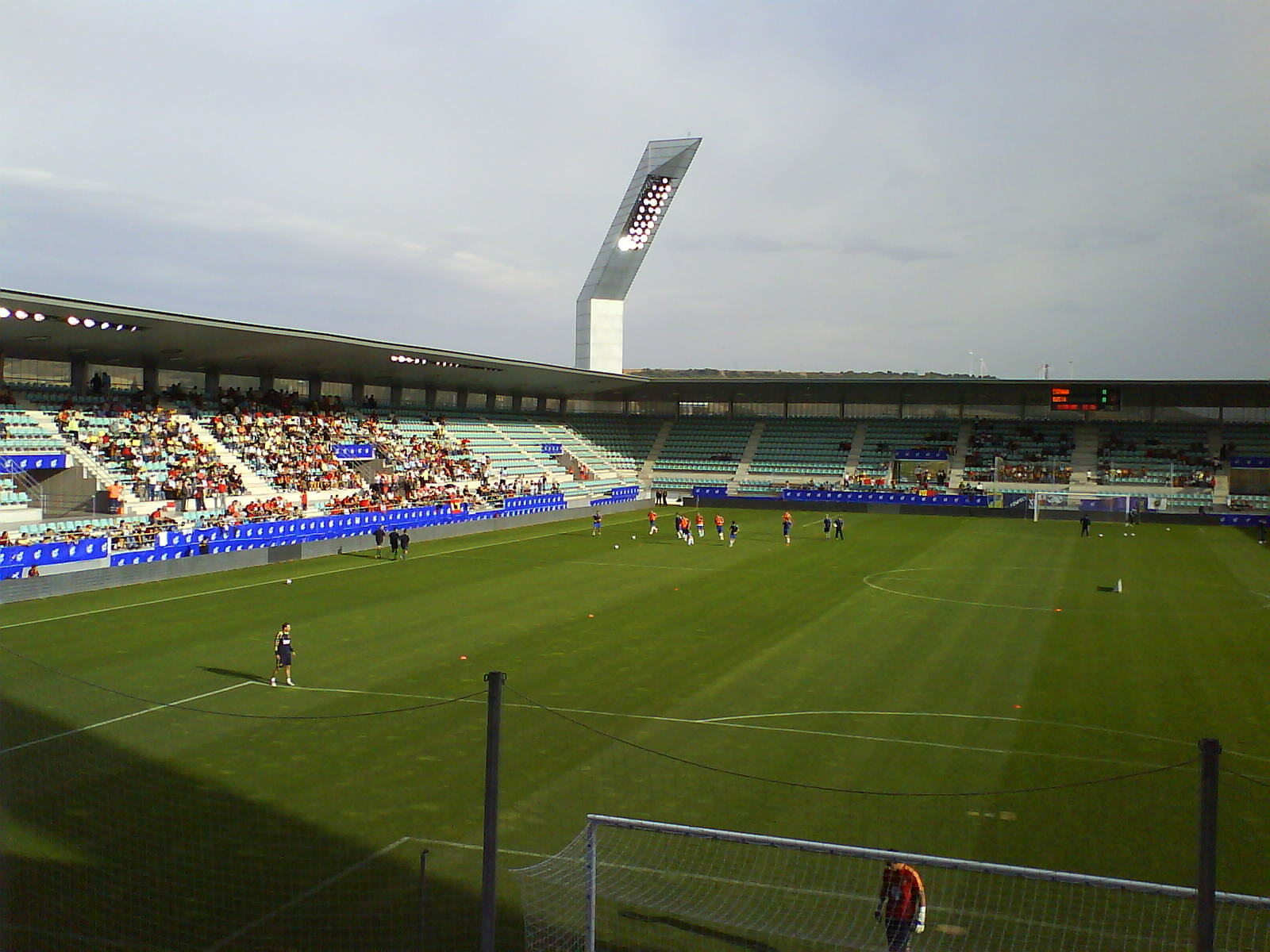
Nuevo Estadio Municipal La Balastera

Hasta la inauguración del Nuevo Estadio, el Estadio municipal era el de La Balastera, inaugurado el 12 de septiembre de 1943, con capacidad para 12.500 personas. (dimensiones 106x70 metros).
El Nuevo Estadio Municipal La Balastera tenía previsto acabarse el día 17 de septiembre de 2006, pero finalmente se inauguró el 10 de octubre de 2006 con el partido entre España e Italia sub-21. El honor de ser el primer jugador en marcar un gol en el nuevo estadio fue para el italiano Chiellini. En liga fue el delantero morado Carlos el primero en perforar la portería del nuevo campo.
El nombre del campo de fútbol del Palencia no se debe a ninguna encuesta popular, ni al deseo de los directivos de aquella época por buscarle una denominación atípica y diferente. El estadio no hizo más que asimilar el nombre de los terrenos donde se encuentra. Esa zona era denominada, antes de elegir el lugar en el que se iba a construir el campo, Balastera o Balastrera, por la gran cantidad de balasto o balastro que había depositada en ella. Los terrenos eran empleados como almacén de balasto por parte del ferrocarril Palencia-Medina de Rioseco, ya desaparecido, y cuyo trazado discurría por las inmediaciones del campo. Balasto es un tamaño de piedra (de 8 a12 cm aproximadamente), habitualmente de granito, que se utiliza como cama en las cajas de los ferrocarriles para asentar las traviesas o en las carreteras, para asentar la pavimentación. La palabra balastera no aparece en el Diccionario de la Real Academia Española. Puede considerase, por lo tanto, una derivación popular, un vocablo palentino.
El estadio tiene capacidad para 8.100 personas, todas ellas sentadas, al contrario que el antiguo estadio que tenía capacidad para 12.500 espectadores (la mayoría de ellos de pie).
Los únicos llenos fueron el día de la inauguración, y el 18 de mayo de 2008, en el partido CF Palencia - Burgos CF, en el que ambos clubes descendían a la Tercera división española.

### Estadios históricos
- La Juventud (1975-1980).
- La Balastera (1980-1981).
- La Juventud (1981-1982).
- La Balastera (1982-2006).

## Datos del club
- Temporadas en 1.ª: 0
- Temporadas en 2.ª: 0 (+4 del Palencia CF)
- Temporadas en 2.ªB: 13 (+5 del Palencia CF)
- Temporadas en 3.ª: 17 (+12 del Palencia CF)
- Mejor puesto en la liga: 3º (Segunda División B de España, temporadas 2006-07 y 2009/10)
- Participaciones en la Copa del Rey: 10
- Mejor clasificación en la Copa: 3.ª eliminatoria, temporada 1991/92
- Participaciones en la Copa Federación: 2
- Participaciones en la Copa Castilla y León: 4 (dos veces semifinalista).

## Entrenadores

### Cronología de los entrenadores
- Alfredo Merino Tamayo (/2004)
- Ismael Díaz Galán (2004/2005)
- Alfonso del Barrio (2005/2008)
- Josu Ortuondo (2008)
- José María Calvo Torrero (2008/2011).
- Ramón María Calderé Rey (2011).
- Joaquín Poveda Robles (2012).
- Kiko Sánchez (2012).

## Palmarés

### Campeonatos nacionales
- Tercera División de España (5): 1989-90 (Gr. VIII), 1997-98 (Gr. VIII), 2000-01 (Gr. VIII), 2002-03 (Gr. VIII), 2008-09 (Gr. VIII).

### Trofeos amistosos
- Trofeo Ciudad de Benavente: (1): 2008